# Ceratomyxa herouardi
Ceratomyxa herouardi is een microscopische parasiet uit de familie Ceratomyxidae. Ceratomyxa herouardi werd in 1916 beschreven door Georgévitch. 